# Painsthorpe
Painsthorpe – osada w Anglii, w hrabstwie East Riding of Yorkshire. Leży 41 km na północny zachód od miasta Hull i 282 km na północ od Londynu.